# Mandapa

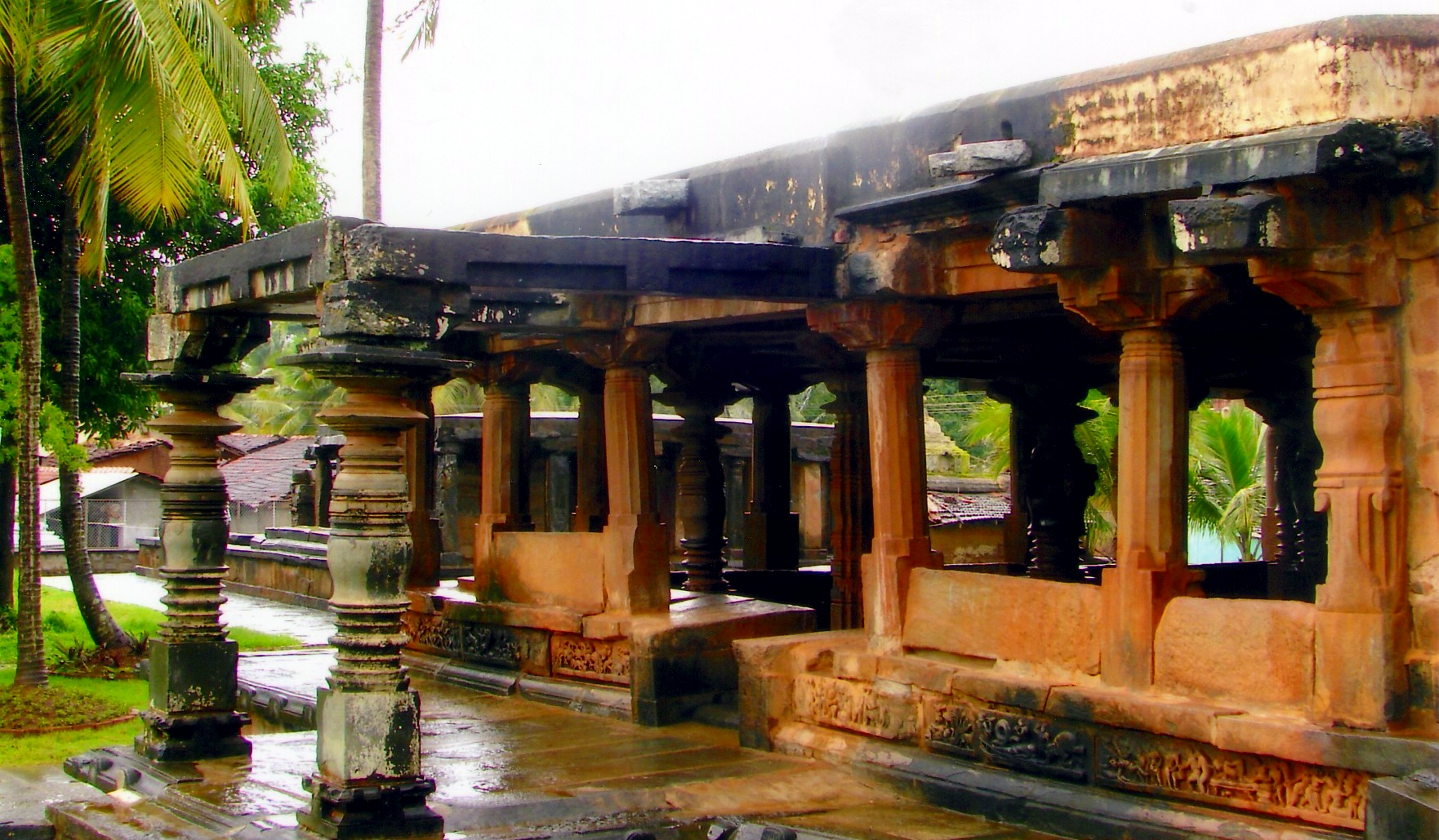
Mandapa en Shimoga.

Un mandapa (en sánscrito: मण्डप, en hindi: मंडप, también mantapa, mandapam o mandap) es una sala o pabellón exterior sostenido por columnas propia de la arquitectura india empleada para rituales públicos. Los mandapas pueden encontrarse en templos hindúes, jainas o budistas.

## Estructura y función

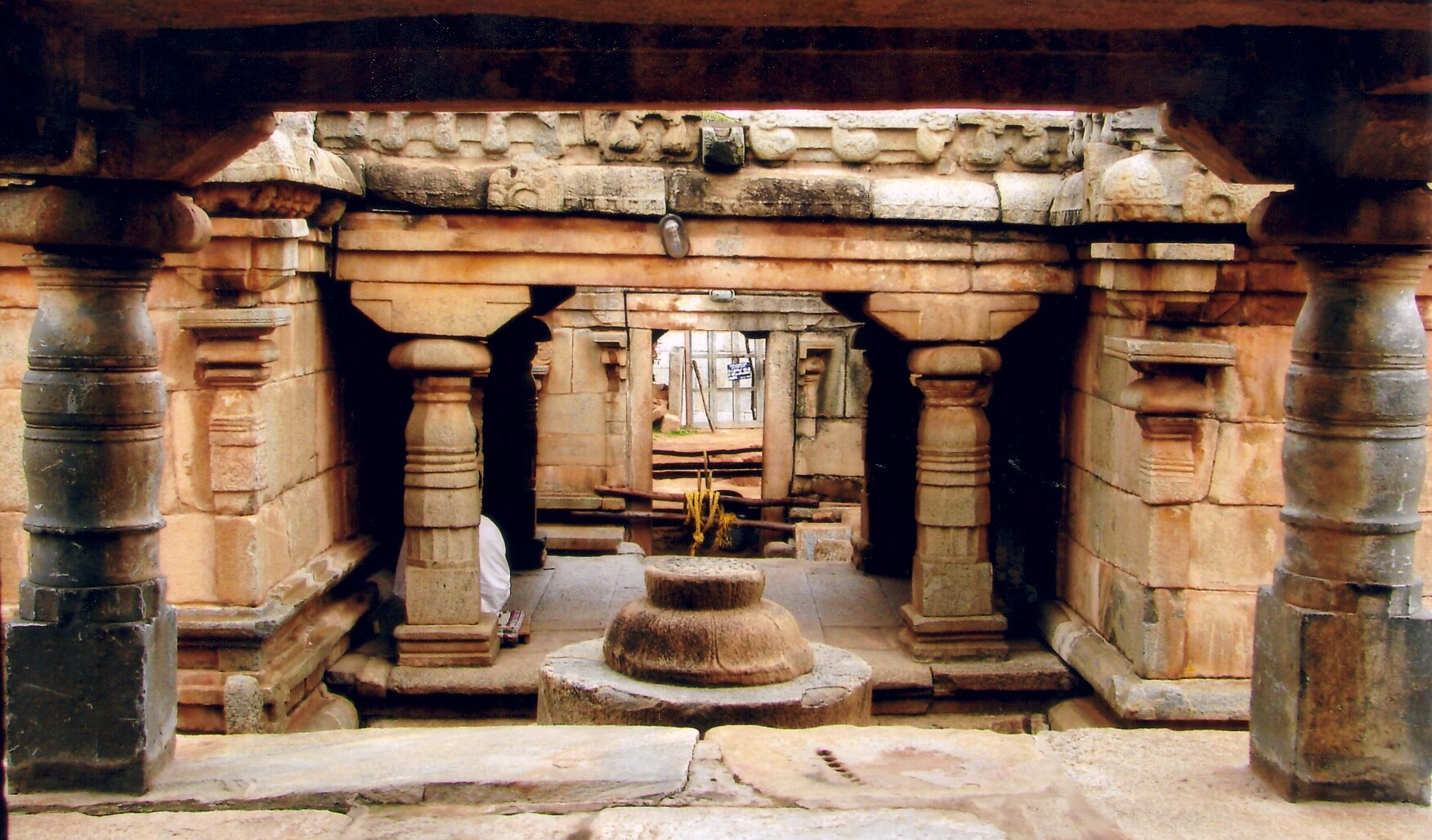
Mandapa de la diosa Ganga en Kambadahalli.

En los templos hindúes un mandapa es una estructura con aspecto de porche situada junto al gopuram (entrada adornada) que conduce al templo en sí. Se emplea para partes del ritual religioso como el baile o la música y es parte de los elementos básicos del templo. Generalmente, el mandapa estaba construido frente al sanctum sanctorum (en terminología hindú garbha griha). Un templo grande puede tener varios mandapas. Frecuentemente los pilares presentaban una decoración compleja tallada en piedra.
Si un templo tenía más de un mandapa, cada uno de ellos tenía atribudída una función diferente y un nombre que hacía referencia a ese uso:
- Kalyana mandapa. Un mandapa dedicado al matrimonio.[5] Actualmente, también se conoce como mandapa a la estructura donde se celebran las bodas hindúes.

- Artha Mandapam:  Espacio intermedio entre el exterior del templo y el garba griha o los demás mandapas del templo.
- Asthana Mandapam: Lugar de asamblea.
- Kalyana Mandapam:  Dedicado a la celebración rtual del matrimonio del dios con la diosa.
- Maha Mandapam (Maha=grande): Cuando hay varios mandapas en un templo, este es el mayor y más alto. A veces el maha mandapa está construido a lo largo de un eje transversal con un transepto. En el exterior el transepto termina en una ventana alargada que ilumina el templo.
- Nandi Mandapam (o Nandi mandir): En los templos de Shiva, pabellón con una estatua del toro sagrado Nandi, mirando a la estatua o al lingam de Shiva.
- Ranga Mandapa
- Meghanath Mandapa
- Namaskara Mandapa

### En templos jainas
Es frecuente encontrar mandapas en templos jainas como los de Ranakpur o el Monte Abu. Los mandapas de gran tamaño se conocen como Meghanatha Mandapa En la estructura de los templos jainas, especialmente en los de gran tamaño, suele encontrarse una entrada abierta llamada mandapa, otra estancia de reunión más cerrada llamada Sabha-mandapa, y otra completamente cerrada y considerada la más santa llamada (Garbhagrha), en la que se encuentra la escultura principal. Así pues, el  mandapa es también parte constituyente de los templos jainas.